# Bruinsmia styracoides
Bruinsmia styracoides là một loài thực vật có hoa trong họ Bồ đề. Loài này được Boerl. & Koord. mô tả khoa học đầu tiên năm 1893.